# Workers and Unemployed Action Group
Workers and Unemployed Action Group (WUAG), irl. Grúpa Gníomhaíochta na n-Oibrithe is iad atá Dífhostaithe – irlandzka partia polityczna powstała w 1985 roku z inicjatywy Séamusa Healy'ego.
W listopadzie 2010 roku partia weszła do koalicji wyborczej United Left Alliance celem startowania w wyborach parlamentarnych w 2011. W wyborach tych zdobyła jedno miejsce w Dáil Éireann. W październiku 2012 roku wycofała się koalicji.